# Ihor Nasałyk
Ihor Stepanowycz Nasałyk, ukr. Ігор Степанович Насалик (ur. 25 listopada 1962 w Aleksandrii) – ukraiński polityk, działacz samorządowy i przedsiębiorca, mer Kałusza, poseł do Rady Najwyższej III, IV i VIII kadencji, od 2016 do 2019 minister energetyki i przemysłu węglowego.

## Życiorys
W 1989 ukończył fizykę na Lwowskim Uniwersytecie Państwowym im. Iwana Franki. Pracował w przedsiębiorstwach elektronicznych, w połowie lat 90. zajął się własną działalnością gospodarczą, kierując firmami branży przemysłowej.
W 1998 uzyskał mandat posła do Rady Najwyższej, zasiadał we frakcji Partii Ludowo-Demokratycznej i grupie Odrodzenia Regionów, kadencję kończył jako deputowany Ukraińskiej Partii Ludowej. W 2002 uzyskał reelekcję z rekomendacji współtworzonego m.in. przez UNP Bloku Nasza Ukraina. Kilkakrotnie zmieniał frakcje poselskie, należąc do NU, Regionów Ukrainy, UNP i Bloku Julii Tymoszenko. W 2006 objął urząd burmistrza Kałusza, pozostając na tym stanowisku do 2014.
W 2014 bez powodzenia ubiegał się o urząd prezydenta Kijowa, otrzymując w majowych wyborach około 0,9% głosów. W październiku tego samego roku ponownie został wybrany na posła w jednym z okręgów obwodu iwanofrankiwskiego z ramienia Bloku Petra Poroszenki.
14 kwietnia 2016 został powołany na ministra energetyki i przemysłu węglowego w rządzie Wołodymyra Hrojsmana. Funkcję tę pełnił do 29 sierpnia 2019.